# Paisaje arqueológico de las primeras plantaciones de café de Cuba
El Paisaje arqueológico de los primeros cafetales en el sureste de Cuba es un lugar Patrimonio de la Humanidad en la isla de Cuba desde 2000.  Los restos que quedan de estos cafetales del siglo XIX son una muestra única de una forma pionera de agricultura en un terreno difícil cercano a la Sierra Maestra. Considera la Unesco que iluminan considerablemente la historia tecnológica, económica y social de la región del Caribe e Iberoamérica.
Para inscribirlo dentro del Patrimonio de la Humanidad, estimó que se cumplían dos criterios, el iii y el iv. En cuanto al primero, porque «los restos de los cafetales del siglo XIX y principios del XX en Cuba oriental son un testimonio único y elocuente de una forma de explotación agrícola de bosque virgen, cuyos rastros han desaparecido en el resto del mundo». Por lo que se refiere al segundo, se cumple porque «la producción de café en Cuba oriental durante el siglo XIX y principios del XX dio como resultado la creación de un paisaje cultural único, ilustrando una etapa significativa del desarrollo de esta forma de agricultura». Son las siguientes ubicaciones:
| Código   | Nombre                   | Coordenadas                       | Superficie |
| -------- | ------------------------ | --------------------------------- | ---------- |
| 1008-001 | La Gran Piedra           | 20°00′N 75°38′O / 20.000, -75.633 | 25200 ha   |
| 1008-002 | El Cobre                 | 20°04′N 75°55′O / 20.067, -75.917 | 1300 ha    |
| 1008-003 | Dos Palmas Contramaestre | 19°59′N 76°04′O / 19.983, -76.067 | 19500 ha   |
| 1008-004 | Yateras                  | 20°16′N 75°03′O / 20.267, -75.050 | 10600 ha   |
| 1008-005 | El Salvador              | 20°19′N 75°23′O / 20.317, -75.383 | 8000 ha    |
| 1008-006 | Niceto Pérez             | 19°59′N 75°23′O / 19.983, -75.383 | 8700 ha    |
| 1008-007 | Guantánamo               | 20°17′N 75°13′O / 20.283, -75.217 | 8100 ha    |

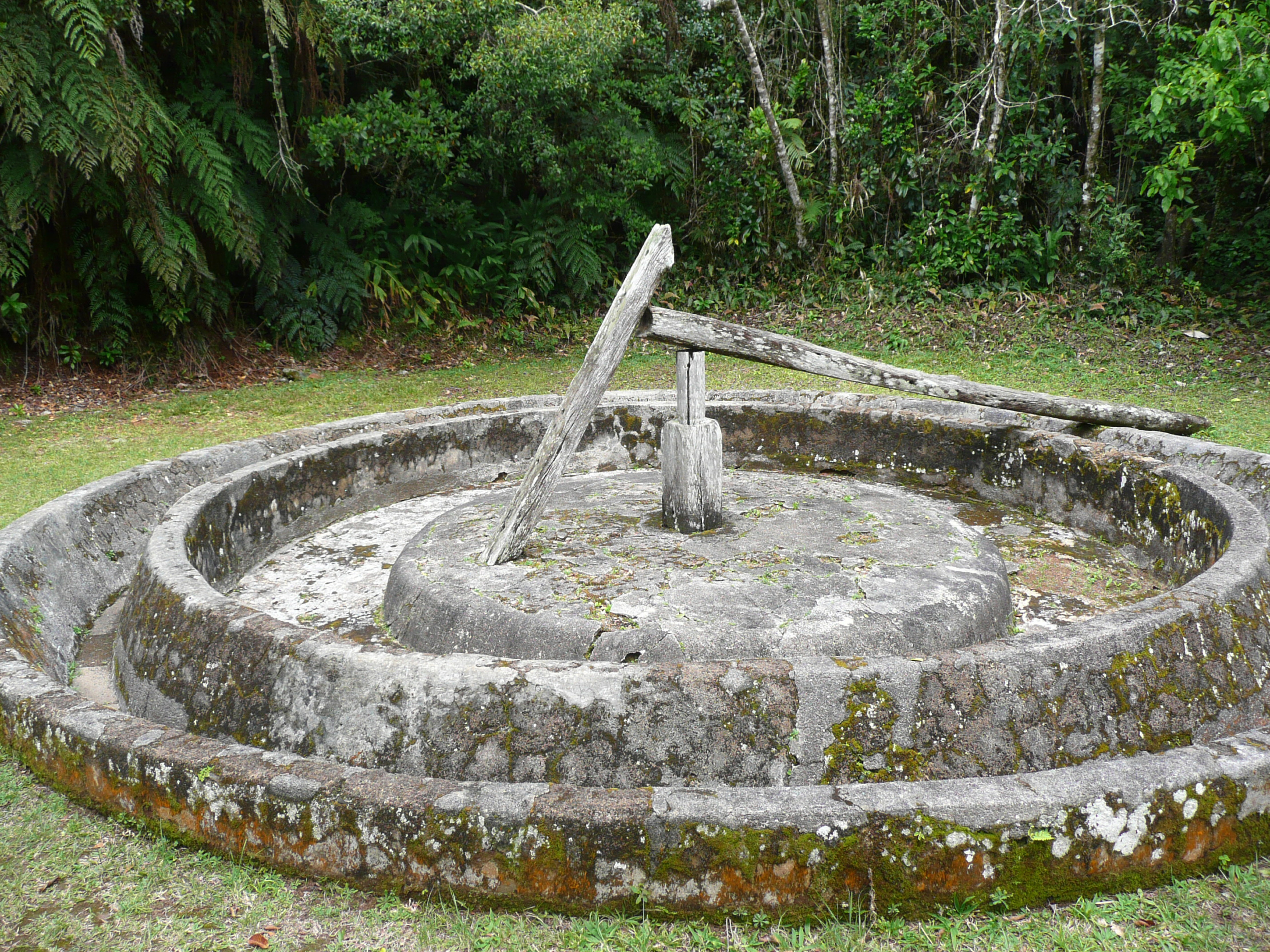
Cafetal Isabelica, Molino de pilar
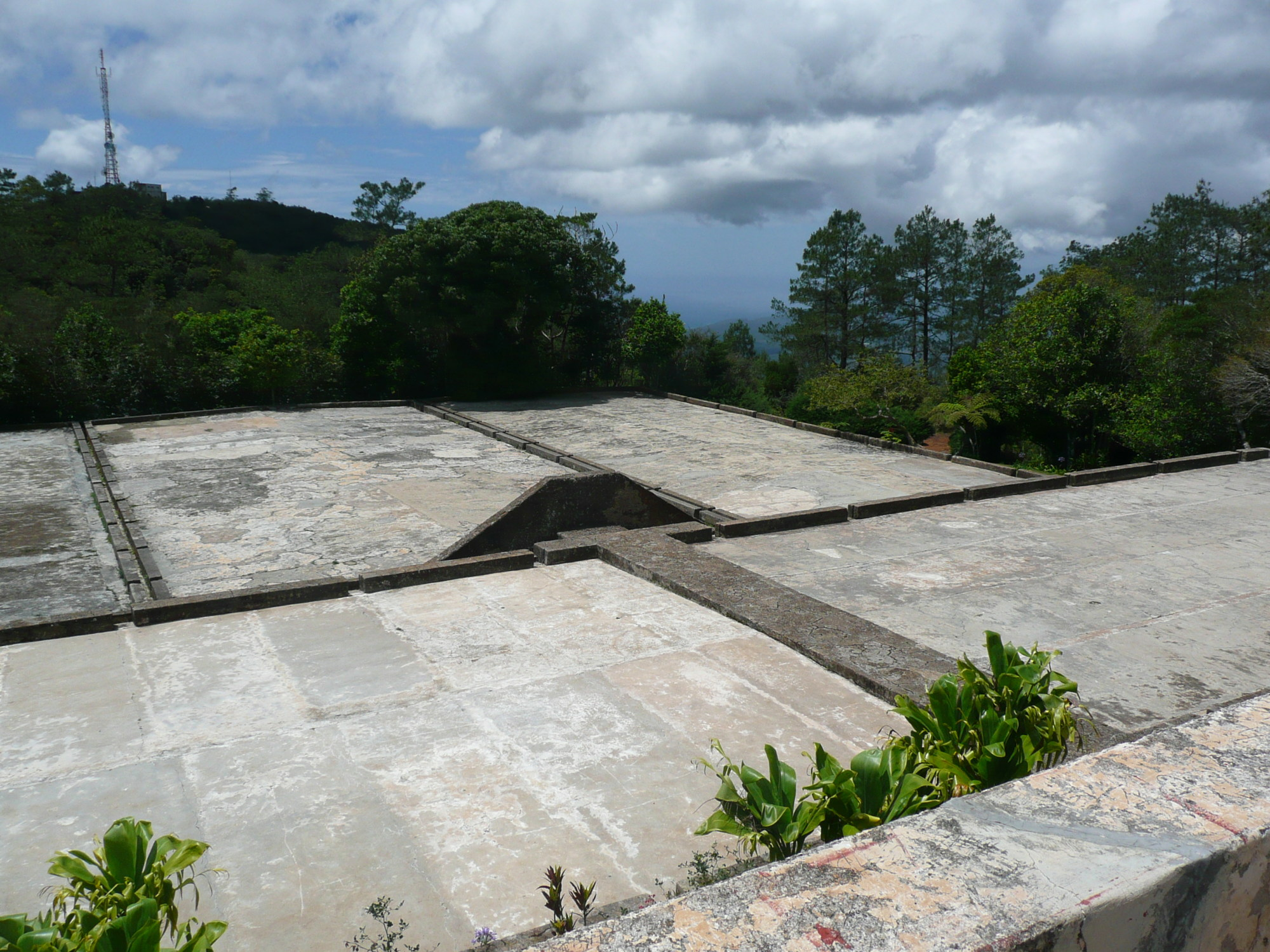
Cafetal Isabelica, Secadero
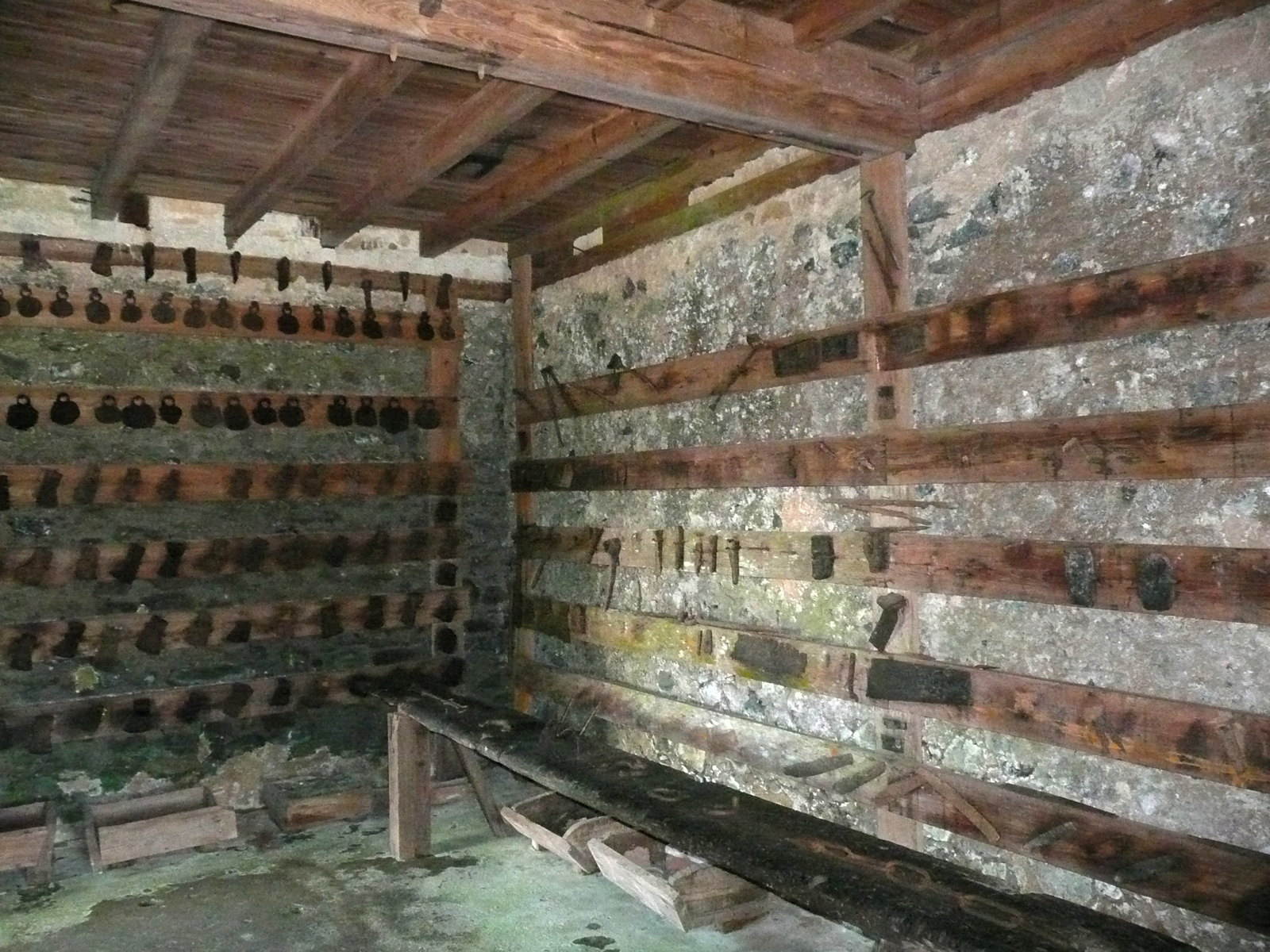
Cafetal Isabelica, Herramientas y candados de esclavos
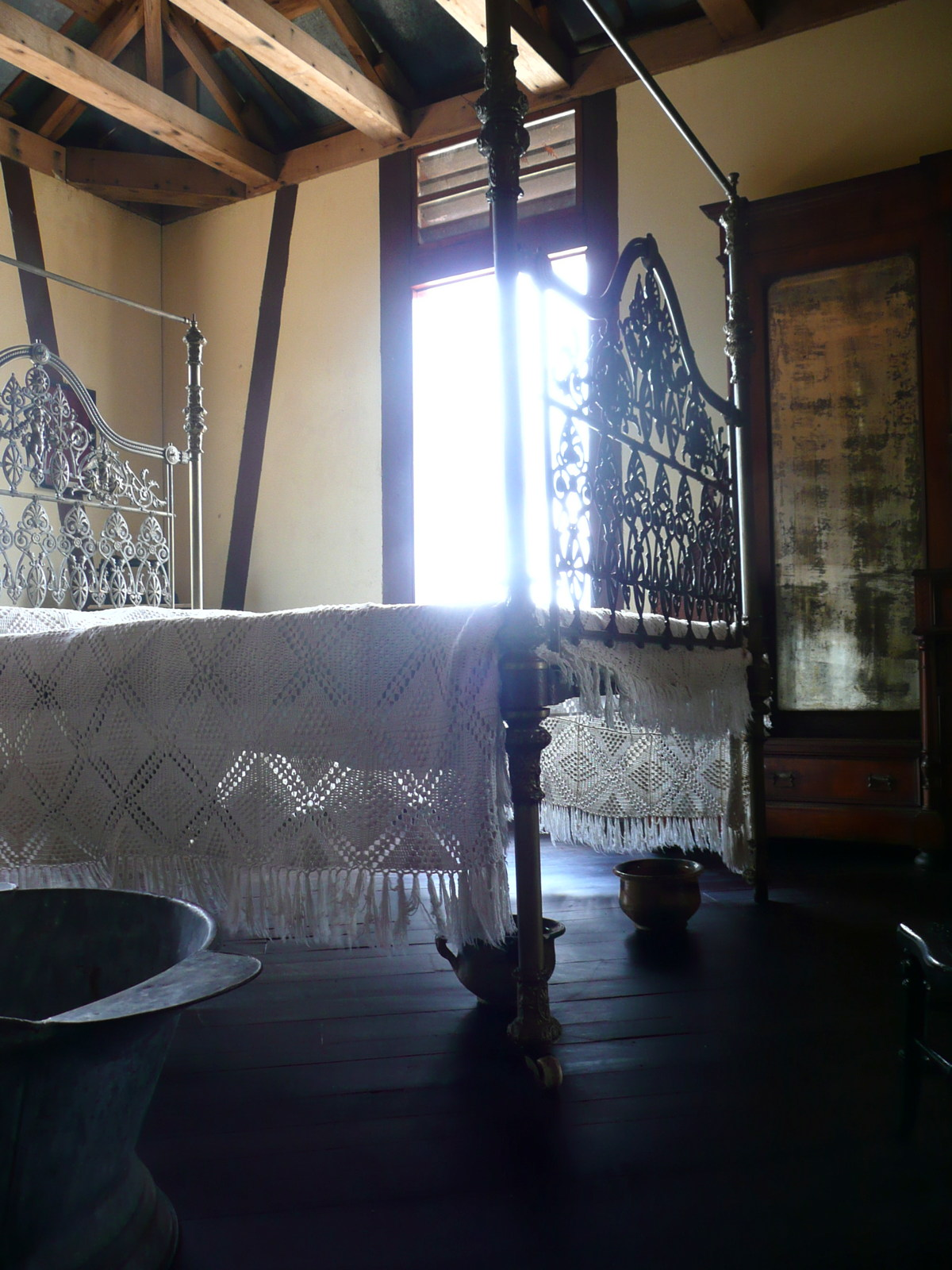
Cafetal Isabelica, Interior de la finca

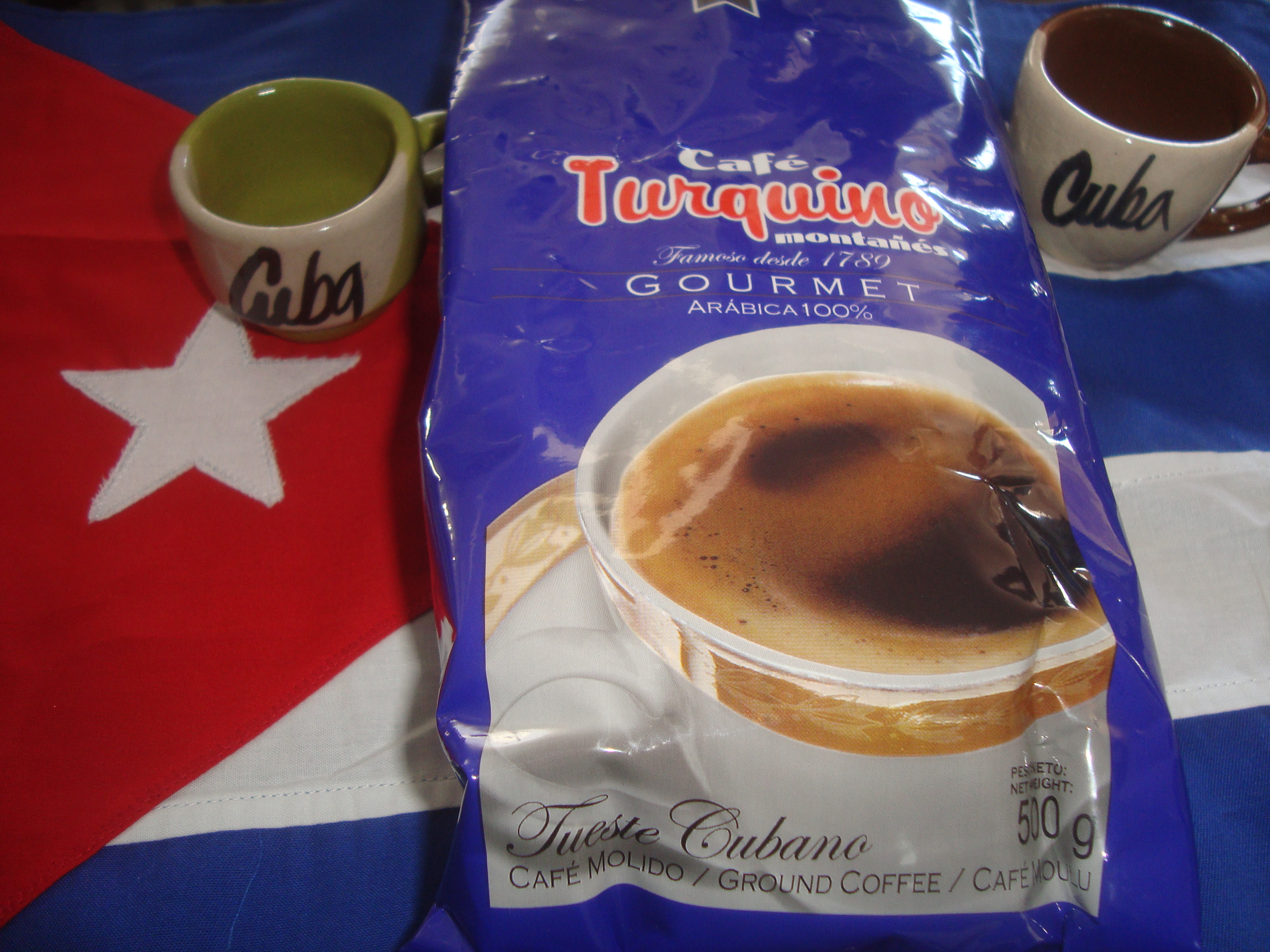
Café de Cuba.